# Bedrieglijke vezelkop
De bedrieglijke vezelkop (Inocybe decipiens) is een paddenstoel uit de familie Inocybaceae. Hij vormt ectomycorrhiza met loofbomen, Eik (Quercus) en Wilg (Salix). Hij komt voor in bossen en struwelen en in lanen op kalkrijke klei en zand.

## Kenmerken

### Uiterlijke kenmerken
Hoed
De hoed heeft een diameter van 15-35 mm. Het is bedekt met kleverige velipellis. De kleur is lichtbruin tot donkerbruin of licht roodbruin.
Lamellen
De lamellen zijn bij jonge exemplaren donker witachtig tot lichtgeel en bij rijpe exemplaren grijsbruin. 
Steel
De steel heeft een lengte van 17 tot 40 mm en dikte van 4 tot 7 mm. De steel is onder een loep voor het grootste deel bepoederd. De steel is wit, wittig of gelig, bij opdrogen vanuit de basis soms bruin tot zwart wordend. De steel is duidelijk knolvormig.
Vlees
De kleur van het vlees is witachtig.

### Microscopische kenmerken
Binnen het geslacht Inocybe behoort deze paddenstoel tot de knobbelsporige. De sporen zijn in meerderheid hoekig, in kleine minderheid iets knobbelig. De sporen meten 10-13,5 × 5,5-7,8 µm. Basidia zijn 4-sporig. Caulocystidia zijn over (vrijwel) de gehele lengte van de steel aanwezig. Cheilocystidia meten 30-60 × 10-23 µm. Pleurocystidia lijken op Cheilocystidia.

## Verspreiding
In Nederland komt hij zeldzaam voor. Hij staat op de rode lijst in de categorie 'Ernstig bedreigd'.